# Ie, Okinawa
Ie (japanska: 伊江村?, Ie-son) är en landskommun i Okinawa prefektur i Japan. Kommunens omfattning är ön Iejima.